# Boris Godál
Boris Godál (ur. 27 maja 1987 w Trenczynie) – słowacki piłkarz występujący na pozycji obrońcy w Spartaku Trnawa. Swoją karierę zaczynał w MŠK Lúka, z którego w 2002 roku trafił do AS Trenčín. Początkowo terminował w zespole juniorskim, by w 2006 roku zostać wypożyczonym do OTJ Moravany nad Váhom. Po powrocie do Trenczyna został na stałe włączony do kadry pierwszej drużyny. 18 lutego 2013 roku podpisał dwuipółletni kontrakt z Zagłębiem Lubin.